# ФК Партизан сезона 2010/11.
ФК Партизан сезона 2010/11. обухвата све резултате и остале информације везане за наступ Партизана у сезони 2010/11.
У овој сезони ФК Партизан је сакупио 34 победе, 5 нерешених и 9 пораза.

## Играчи

### Састав
Од 14. марта 2011.
| Бр. |                    | Позиција | Играч                                   |
| --- | ------------------ | -------- | --------------------------------------- |
| 2   | Србија             | О        | Александар Миљковић                     |
| 3   | Србија             | О        | Иван Стевановић (на позајмици из Сошоа) |
| 4   | Сијера Леоне       | С        | Мохамед Камара                          |
| 5   | Србија             | С        | Љубомир Фејса                           |
| 6   | Србија             | О        | Војислав Станковић                      |
| 7   | Србија             | С        | Немања Томић                            |
| 8   | Србија             | С        | Радосав Петровић                        |
| 12  | Србија             | Г        | Живко Живковић                          |
| 13  | Србија             | О        | Марко Јовановић                         |
| 14  | Србија             | С        | Дарко Брашанац                          |
| 15  | Црна Гора          | О        | Стефан Савић                            |
| 18  | Северна Македонија | О        | Александар Лазевски                     |
| 19  | Србија             | Н        | Милош Богуновић                         |

| Бр. |        | Позиција | Играч                                     |
| --- | ------ | -------- | ----------------------------------------- |
| 20  | Србија | О        | Младен Крстајић                           |
| 22  | Србија | С        | Саша Илић                                 |
| 23  | Србија | С        | Александар Давидов                        |
| 25  | Србија | С        | Стефан Бабовић                            |
| 27  | Уганда | О        | Џозеф Кизито                              |
| 28  | Гана   | Н        | Принц Тејго                               |
| 31  | Србија | Н        | Марко Шћеповић                            |
| 33  | Србија | Г        | Радиша Илић                               |
| 40  | Гана   | Н        | Доминик Адија                             |
| 77  | Србија | Н        | Ивица Илиев                               |
| 80  | Србија | С        | Звонимир Вукић                            |
| 88  | Србија | Г        | Владимир Стојковић                        |
| 99  | Србија | С        | Милан Смиљанић (на позајмици из Еспањола) |

## Трансфери

### Дошли
| Датум            | Позиција         | Име и презиме      | Претходни клуб  | Извор  |
| ---------------- | ---------------- | ------------------ | --------------- | ------ |
| 19. јун 2010.    | Десни бек        | Иван Стевановић    | Сошо            | [ 1 ]  |
| 22. јун 2010.    | Голман           | Радиша Илић        | Борац Чачак     | [ 2 ]  |
| 24. јун 2010.    | Штопер           | Матија Настасић    | Телеоптик       | [ 3 ]  |
| 24. јун 2010.    | Нападач          | Марко Шћеповић     | Телеоптик       | [ 3 ]  |
| 2. јул 2010.     | Леви бек         | Џозеф Кизито       | Војводина       | [ 4 ]  |
| 21. јул 2010.    | Крило            | Ивица Илиев        | Макаби Тел Авив | [ 5 ]  |
| 23. јул 2010.    | Дефанзивни везни | Милан Смиљанић     | Еспањол         | [ 6 ]  |
| 16. август 2010. | Офанзивни везни  | Стефан Бабовић     | Нант            | [ 7 ]  |
| 27. август 2010. | Голман           | Владимир Стојковић | Спортинг        | [ 8 ]  |
| 29. август 2010. | Штопер           | Стефан Савић       | БСК Борча       | [ 9 ]  |
| 31. август 2010. | Дефанзивни везни | Медо               | Хелсинки        | [ 10 ] |
| 31. август 2010. | Нападач          | Пјер Боја          | Гренобл         | [ 10 ] |
| 31. јануар 2011. | Офанзивни везни  | Звонимир Вукић     | Москва          | [ 11 ] |
| 31. јануар 2011. | Нападач          | Принц Тејго        | Хофенхајм       | [ 12 ] |
| 1. фебруар 2011. | Нападач          | Доминик Адија      | Милан           | [ 13 ] |

### Отишли
| Датум             | Позиција         | Име и презиме           | Одлази у         | Извор  |
| ----------------- | ---------------- | ----------------------- | ---------------- | ------ |
| 28. мај 2010.     | Десни бек        | Срђа Кнежевић           | Легија Варшава   | [ 14 ] |
| 2. јун 2010.      | Голман           | Младен Божовић          | Видеотон         | [ 15 ] |
| 24. јун 2010.     | Офанзивни везни  | Данијел Марчета         | Копар            | [ 16 ] |
| 27. јун 2010.     | Нападач          | Ламин Дијара            | Ал Шабаб         | [ 17 ] |
| 1. јул 2010.      | Нападач          | Брана Илић              | Војводина        | [ 18 ] |
| 3. јул 2010.      | Леви бек         | Марко Ломић             | Динамо Москва    | [ 19 ] |
| 12. јул 2010.     | Десни бек        | Синиша Стевановић       | Спартак Суботица | [ 20 ] |
| 13. август 2010.  | Десни бек        | Раденко Камберовић      | Борац Чачак      | [ 21 ] |
| 13. август 2010.  | Нападач          | Вашингтон               | Борац Чачак      | [ 21 ] |
| 31. август 2010.  | Голман           | Александар Радосављевић | Ђер              | [ 22 ] |
| 31. август 2010.  | Дефанзивни везни | Бранислав Јовановић     | Рад              | [ 23 ] |
| 1. јануар 2011.   | Штопер           | Матија Настасић         | Телеоптик        | [ 24 ] |
| 12. фебруар 2011. | Нападач          | Клео                    | Гуангџоу         | [ 25 ] |
| 19. фебруар 2011. | Офанзивни везни  | Алмами Мореира          | Далан Аербин     | [ 26 ] |
| 3. март 2011.     | Крило            | Предраг Мијић           | Амкар Перм       | [ 27 ] |

## Резултати

### Табела
|  | М | Клуб          | Одиг. | Поб. | Нер. | Пор. | ГД | ГП | ГР  | Бод. |
|  | - | ------------- | ----- | ---- | ---- | ---- | -- | -- | --- | ---- |
|  | 1 | Партизан      | 30    | 24   | 4    | 2    | 75 | 21 | +54 | 76   |
|  | 2 | Црвена звезда | 30    | 22   | 4    | 4    | 52 | 18 | +34 | 70   |
|  | 3 | Војводина     | 30    | 20   | 7    | 3    | 44 | 14 | +30 | 67   |
|  | 4 | Рад           | 30    | 14   | 10   | 6    | 38 | 21 | +17 | 52   |

Легенда:
| Датум               | Место                   | Гледалаца | Противник         | Резултат       | Стрелци за Партизан                                           | Такмичење                      |
| 14. јул 2010.       | Београд, Србија         | 11.134    | Пјуник            | 3:1            | Томић (29.) Мореира (45.) Клео (59.)                          | Квалификације за Лигу шампиона |
| 21. јул 2010.       | Јереван, Јерменија      | 4.500     | Пјуник            | 1:0            | Клео (45+4.)                                                  | Квалификације за Лигу шампиона |
| 28. јул 2010.       | Београд, Србија         | 14.300    | Хелсинки          | 3:0            | Илиев (8.) Илић (42.) Клео (90+2.)                            | Квалификације за Лигу шампиона |
| 4. август 2010.     | Хелсинки, Финска        | 4.230     | Хелсинки          | 2:1            | Клео (9, 90+2.)                                               | Квалификације за Лигу шампиона |
| 14. август 2010.    | Београд, Србија         | 4.457     | Инђија            | 2:1            | Клео (2.) Петровић (80.)                                      | Суперлига                      |
| 18. август 2010.    | Београд, Србија         | 28.565    | Андерлехт         | 2:2            | Клео (57.) Лежак (64.) (а.г.)                                 | Квалификације за Лигу шампиона |
| 24. август 2010.    | Брисел, Белгија         | 19.551    | Андерлехт         | 2:2 (3:2 пен.) | Клео (15, 53.)                                                | Квалификације за Лигу шампиона |
| 29. август 2010.    | Београд, Србија         | 6.000     | ОФК Београд       | 2:0            | Илиев (10.) Томић (45+1.)                                     | Суперлига                      |
| 4. септембар 2010.  | Београд, Србија         | 6.125     | Хајдук Кула       | 2:0            | Клео (30.) Шћеповић (62.)                                     | Суперлига                      |
| 11. септембар 2010. | Београд, Србија         | 5.125     | Рад               | 3:0            | Боја (48, 77.) Петровић (69.)                                 | Суперлига                      |
| 15. септембар 2010. | Доњецк, Украјина        | 48.512    | Шахтјор           | 0:1            |                                                               | Лига шампиона                  |
| 19. септембар 2010. | Чачак, Србија           | 4.000     | Борац Чачак       | 2:0            | Клео (71.) Богуновић (86.)                                    | Суперлига                      |
| 24. септембар 2010. | Београд, Србија         | 6.295     | Спартак Суботица  | 0:0            |                                                               | Суперлига                      |
| 28. септембар 2010. | Београд, Србија         | 29.348    | Арсенал           | 1:3            | Клео (33. пен.)                                               | Лига шампиона                  |
| 3. октобар 2010.    | Нови Сад, Србија        | 11.000    | Војводина         | 0:2            |                                                               | Суперлига                      |
| 6. октобар 2010.    | Апатин, Србија          | 1.500     | Младост Апатин    | 6:0            | Клео (25, 47.) Шћеповић (35.) Бабовић (49, 84.) Давидов (80.) | Куп Србије                     |
| 15. октобар 2010.   | Београд, Србија         | 4.137     | Смедерево         | 5:3            | Илиев (15.) Шћеповић (17, 59.) Боја (56.) Петровић (79.)      | Суперлига                      |
| 19. октобар 2010.   | Брага, Португалија      | 11.454    | Брага             | 0:2            |                                                               | Лига шампиона                  |
| 23. октобар 2010.   | Београд, Србија         | 31.153    | Црвена звезда     | 1:0            | Мореира (6.)                                                  | Суперлига                      |
| 27. октобар 2010.   | Београд, Србија         | 4.156     | Пролетер Нови Сад | 3:0            | Боја (20.) Илиев (57.) Шћеповић (68.)                         | Куп Србије                     |
| 30. октобар 2010.   | Београд, Србија         | 3.467     | Јагодина          | 3:0            | Мореира (52.) Илиев (86.) Петровић (90+3. пен.)               | Суперлига                      |
| 3. новембар 2010.   | Београд, Србија         | 28.295    | Брага             | 0:1            |                                                               | Лига шампиона                  |
| 7. новембар 2010.   | Београд, Србија         | 3.000     | БСК Борча         | 3:0            | Шћеповић (10.) Петровић (87.) Мореира (90.)                   | Суперлига                      |
| 10. новембар 2010.  | Ниш, Србија             | 6.000     | Синђелић Ниш      | 4:0            | Шћеповић (18, 89.) Илић (49.) Мореира (72.)                   | Куп Србије                     |
| 13. новембар 2010.  | Београд, Србија         | 5.153     | Јавор Ивањица     | 4:1            | Илиев (38.) Бабовић (59.) Клео (68.) Петровић (88.)           | Суперлига                      |
| 20. новембар 2010.  | Београд, Србија         | 2.000     | Чукарички         | 4:2            | Илиев (7.) Бабовић (23.) Мореира (30.) Клео (56.)             | Суперлига                      |
| 23. новембар 2010.  | Београд, Србија         | 17.473    | Шахтјор           | 0:3            |                                                               | Лига шампиона                  |
| 28. новембар 2010.  | Београд, Србија         | 2.243     | Металац           | 5:0            | Бабовић (39, 88.) Клео (41.) Илиев (48, 52.)                  | Суперлига                      |
| 4. децембар 2010.   | Београд, Србија         | 4.467     | Слобода Ужице     | 5:2            | Клео (1, 6.) Петровић (13.) Бабовић (25.) Илиев (72.)         | Суперлига                      |
| 8. децембар 2010.   | Лондон, Енглеска        | 58.845    | Арсенал           | 1:3            | Клео (52.)                                                    | Лига шампиона                  |
| 5. март 2011.       | Инђија, Србија          | 3.000     | Инђија            | 3:1            | Тејго (13, 63.) Илиев (50.)                                   | Суперлига                      |
| 9. март 2011.       | Кула, Србија            | 3.000     | Хајдук Кула       | 4:0            | Тејго (7.) Томић (58.) Петровић (68. пен.) Шћеповић (84.)     | Суперлига                      |
| 12. март 2011.      | Београд, Србија         | 11.879    | ОФК Београд       | 2:1            | Тејго (56.) Смиљанић (89.)                                    | Суперлига                      |
| 16. март 2011.      | Београд, Србија         | 22.774    | Црвена звезда     | 2:0            | Тејго (4, 49.)                                                | Куп Србије                     |
| 20. март 2011.      | Београд, Србија         | 3.000     | Рад               | 2:2            | Томић (16.) Илиев (57.)                                       | Суперлига                      |
| 2. април 2011.      | Београд, Србија         | 7.239     | Борац Чачак       | 2:0            | Илић (21.) Лазевски (81.)                                     | Суперлига                      |
| 6. април 2011.      | Београд, Србија         | 41.682    | Црвена звезда     | 0:1            |                                                               | Куп Србије                     |
| 10. април 2011.     | Суботица, Србија        | 7.000     | Спартак Суботица  | 2:1            | Петровић (69. пен.) Томић (90+3.)                             | Суперлига                      |
| 16. април 2011.     | Београд, Србија         | 12.559    | Војводина         | 0:1            |                                                               | Суперлига                      |
| 20. април 2011.     | Смедерево, Србија       | 6.000     | Смедерево         | 4:1            | Тејго (12.) Бабовић (20.) Илиев (51.) Вукић (78.)             | Суперлига                      |
| 23. април 2011.     | Београд, Србија         | 19.512    | Црвена звезда     | 1:0            | Тејго (63.)                                                   | Суперлига                      |
| 30. април 2011.     | Јагодина, Србија        | 6.000     | Јагодина          | 2:0            | Крстајић (8.) Тејго (73.)                                     | Суперлига                      |
| 6. мај 2011.        | Београд, Србија         | 5.500     | БСК Борча         | 4:0            | Савић (33.) Вукић (51, 61.) Илиев (57.)                       | Суперлига                      |
| 11. мај 2011.       | Београд, Србија         | 20.000    | Војводина         | 3:01           | Тејго (17.) Вукић (72. пен.)                                  | Куп Србије                     |
| 15. мај 2011.       | Ивањица, Србија         | 3.000     | Јавор Ивањица     | 1:1            | Бабовић (8.)                                                  | Суперлига                      |
| 21. мај 2011.       | Београд, Србија         | 15.275    | Чукарички         | 4:0            | Миљковић (52.) Тејго (60.) Шћеповић (69.) Илиев (88.)         | Суперлига                      |
| 25. мај 2011.       | Горњи Милановац, Србија | 3.000     | Металац           | 1:1            | Бабовић (51.)                                                 | Суперлига                      |
| 29. мај 2011.       | Ужице, Србија           | 3.000     | Слобода Ужице     | 2:1            | Тејго (19.) Миљковић (53.)                                    | Суперлига                      |